# Good Burger
Good Burger is een comedyfilm uit 1997, gedistribueerd door Paramount Pictures, geregisseerd door Brian Robbins en met de spelers Kenan Thompson, Kel Mitchell, Sinbad, Shar Jackson, Abe Vigoda en Jan Schweiterman. Carmen Electra, Shaquille O'Neal en George Clinton hadden een gastrol in deze film. Good Burger is de tweede film van Nickelodeon Movies. Het is gebaseerd op een gelijknamige sketch uit All That.

## Cast
| Acteur           | Personage    |
| ---------------- | ------------ |
| Kel Mitchell     | Ed           |
| Kenan Thompson   | Dexter       |
| Sinbad           | Mr. Wheat    |
| Abe Vigoda       | Otis         |
| Shar Jackson     | Monique      |
| Dan Schneider    | Mr. Bailey   |
| Ron Lester       | Spatch       |
| Jan Schweiterman | Kurt Bozwell |
| Josh Server      | Fizz         |
| Linda Cardellini | Heather      |
| Shaquille O'Neal | Zichzelf     |
| Robert Wuhl      | Boze klant   |
| Carmen Electra   | Roxanne      |
| Marques Houston  | Jake         |